# Black House (New Tolsta)
Das Black House von New Tolsta ist ein Wohngebäude in der Ortschaft New Tolsta auf der schottischen Hebrideninsel Lewis and Harris, das heute als Ruine vorliegt. 1993 wurde das Bauwerk in die schottischen Denkmallisten in der Denkmalkategorie C aufgenommen.

## Beschreibung
Das Gebäude steht am rechten Ufer des kleinen Baches Allt Chalum Ghille am Südrand von New Tolsta an der Grenze zu North Tolsta an einer Stichstraße abseits der B895. Direkt südlich befindet sich ein modernes Wohngebäude. Es handelt sich um ein traditionelles Black House, das spätestens seit 1991 nicht mehr bewohnt war.
Heute liegen von dem Haus nur noch die Grundmauern vor. Anhand der Beschreibung in den Denkmalunterlagen lässt sich sein Aufbau jedoch nachvollziehen. Wie üblich für Black Houses, ist das vorliegende Gebäude mit einem mächtigen, massiven Feldsteinmauerwerk ausgeführt. Die Eingangstüre ist nicht mittig in die lange Südfassade eingelassen, sondern etwas versetzt. In die kurze Ostfassade ist eine weitere Öffnung eingelassen. Das Gebäude schloss einst mit einem strandhafergedeckten Dach, das jedoch bereits 1991 durch eine vereinfachte Auflage aus Gewebebahnen ersetzt worden war. An der Nordostseite schließen sich zwei Gebäude abgetrennte Gebäude an, bei denen es sich vermutlich um Scheune und Stallung handelt.